# Барон Мертир
Барон Мертир из Сенгенидда в графстве Гламорган — наследственный титул в системе Пэрства Соединённого королевства. Он был создан 24 июня 1911 года для валлийского угледобывающего магната, сэра Уильяма Льюиса, 1-го баронета (1837—1914). 15 февраля 1896 года для него уже был создан титул баронета из Nantgwyne в графстве Гламорган. Название баронского титула происходит от названия города Мертит-Тидвил, где родился Уильям Льюис. Внук лорда Мертита, Уильям Бреретон Коучмен Льюис, 3-й барон Мертит (1901—1977), был председателем комитетов в палате лордов (1957—1965) и заместителем спикера (1957—1974). Последнему наследовал его сын, Тревор Освин Льюис, 4-й барон Мертит (1935—2015). От отрицал своё пэрское звание с 26 апреля 1977 года, через три недели после смерти своего отца. Он также не использовал свой титул баронета.
Достопочтенный Робин Уильям Льюис (род. 1941), четвертый сын 3-го барона Мертира, был назначен в декабре 2006 года лордом-лейтенантом Диведа (2006—2016), хотя The London Gazette официально сообщила об этом в сентябре 2007 года.

## Бароны Мертир (1911)
- 1911—1914: Уильям Томас Льюис, 1-й барон Мертир (5 августа 1837 — 27 августа 1914), сын Томаса Уильяма Льюиса (1818—1900)[1];
- 1914—1932: Герберт Кларк Льюис, 2-й барон Мертир (3 июля 1866 — 20 марта 1932), старший сын предыдущего[2];
- 1932—1977: Майор Уильям Бреретон Коучмен Льюис, 3-й барон Мертир (7 января 1901 — 5 апреля 1977), единственный сын предыдущего[3];
- 1977—2015: Тревор Освин Льюис, 4-й барон Мертир (29 ноября 1935 — 5 августа 2015), старший сын предыдущего, отрицал звание пэра с 1977 года[4];
- 2015 — настоящее время: Дэвид Тревор Льюис, 5-й барон Мертир (род. 21 февраля 1977), единственный сын предыдущего[5];
  - Наследник титула: Подполковник достопочтенный Питер Герберт Льюис (род. 25 марта 1937), второй сын 3-го барона Мартира, дядя предыдущего[6].